# Corpo di polizia locale di Bologna
Il Corpo di Polizia Locale di Bologna è il servizio di polizia municipale del Comune di Bologna, istituito dalla giunta comunale nel 1860, a seguito alla seduta straordinaria tenutasi tra il 11 giugno e il 20 agosto dello stesso anno.

## Storia

### L'istituzione del Corpo delle Guardie Municipali
L’esecuzione delle disposizioni della presente Legge è commessa specialmente ai Carabinieri Reali ed agli Uffiziali di Pubblica Sicurezza.
Essa è ugualmente commessa alle Guardie di Pubblica Sicurezza, alle Guardie municipali, campestri e forestali, ed ai Cantonieri, che perciò rivestono anche qualità di Agenti di Pubblica Sicurezza.»
(Regio Decreto n. 3720 sulla Legge di Pubblica Sicurezza del Regno di Sardegna del 30 novembre 1859)
L'attuale Corpo di Polizia Locale di Bologna venne istituito il 20 agosto 1860 dalla giunta comunale della città, con una deliberazione a seguito della conclusione di una seduta straordinaria tenutasi dall'11 giugno al 20 agosto dello stesso anno per far fronte ai tumulti che coinvolgevano la città in prossimità del plebiscito per l'annessione delle Regie province dell'Emilia al Regno di Sardegna, fino a quel momento governate da Luigi Carlo Farini.
La proposta di istituire un nuovo corpo di guardie comunali, al servizio esclusivo dell'amministrazione cittadina, fu presentata il 17 luglio 1860 al consiglio comunale dall'assessore Rinaldi, annessa alla denuncia del tardivo e, talvolta, lacunoso intervento da parte degli organi di polizia dipendenti da altri dicasteri per la risoluzione delle necessità di sicurezza quotidiane che riguardavano la vita cittadina.
Nel merito del progetto di un nuovo Corpo delle Guardie Municipali, presero fortemente parte i consiglieri Marco Minghetti, primo firmatario e portavoce, Rodolfo Audinot e Gioachino Pepoli. Minghetti propose un progetto caratterizzato da grande perizia tecnica, sul modello dei policemen inglesi e degli ilotes francesi, ideando un Corpo di Guardie basato sul principio di polizia di prossimità che si occupasse al contempo di pubblica sicurezza, di annona e di edilità, conformemente alle leggi sabaude sulla pubblica sicurezza in quel momento in vigore, che attribuivano alle guardie municipali la qualità di agente di pubblica sicurezza.
Il progetto di Minghetti si fondava sull'assunto di non voler far fronte alla situazione di crisi dell'ordine pubblico nella città mediante l'invio di nuove guardie di Pubblica Sicurezza da parte del governo sabaudo, la cui metà del costo di mantenimento sarebbe comunque gravata sul comune, ma di avvalersi invece di un nuovo corpo di guardie completamente autonomo e alle totali dipendenze dell'amministrazione comunale. Il progetto prevedeva una compagine di circa 200 guardie municipali, suddivise in 12 squadre da 21 uomini, ognuna retta da un sergente che faceva a sua volta capo ad un sovrintendente unico per tutte le squadre. Il nuovo corpo sarebbe poi dipeso dalla Questura, la quale avrebbe dovuto armonizzarne l'operatività delle guardie municipale con quella delle guardie di Pubblica Sicurezza.
Per l'espletamento del servizio di pubblica sicurezza, il progetto di Minghetti prevedeva la divisione della città in 4 quartieri, a loro volta divisi in 20 isole (compartimenti), presidiati ventiquattro ore su ventiquattro. Il servizio di vigilanza avrebbe compreso il controllo sul rispetto delle disposizioni di edilizia e ornato, il soccorso agli infortunati e alle bestie vaganti, la salvaguardia della moralità pubblica, la vigilanza notturna alle case e alle botteghe, e l'arresto dei delinquenti colti in flagranza di delitti contro la morale, la proprietà e la sicurezza dei cittadini.
Minghetti stabilì inoltre i requisiti di accesso al neonato Corpo, sancendoli nel saper leggere e scrivere, avere robustezza fisica, civile educazione, fermezza dell'azione e urbanità e cortesia dei modi. Tali requisiti furono previsti da Minghetti per evitare che il nuovo Corpo potesse in qualche modo ricordare la Guardia Urbana Bolognese, un vago predecessore di cui i cittadini dell'epoca non avevano grande stima.
Il progetto di Minghetti fu concretizzato tranne che per la dotazione organica, impossibile da raggiungere a causa di difficoltà economiche del comune.

### Dalle Guardie Municipali ai Sorveglianti Municipali (dal 1870 al 1890)
Nel trentennio successivo all'istituzione, il Corpo subì una temporanea involuzione operativa rispetto all'espletamento delle sue originali funzioni, cambiando denominazione in Corpo dei Sorveglianti Municipali. La nuova denominazione comportò una modificazione delle funzioni prevalenti del Corpo, riducendole sostanzialmente alla polizia edilizia e alla regolazione del traffico, incombenza sempre maggiore alla luce della comparsa dei primi mezzi di trasporto pubblico.
Nel 1870 Bologna approvò il primo regolamento esclusivamente dedicato alla polizia edilizia, mentre a metà dello stesso decennio cominciarono ad arrivare le prime richieste di pensionamento.

### Il ritorno al Corpo delle Guardie Municipali e la militarizzazione
Grazie al nuovo regolamento del 1891, il Corpo racquistò la sua antecedente denominazione e le sue originarie funzioni, adottando altresì una divisa militare che, oltre a conferire nuova autorità alle guardie municipali, faceva apparire quest'ultime simili ai soldati tedeschi dell'epoca. A corredo della nuova uniforme, le guardie vennero altresì equipaggiate di una rivoltella e di una sciabola.
L'adozione del nuovo regolamento è probabilmente da imputare agli eventi del 1887-89, e stimolata dalla scarsa disciplina del Corpo dei Sorveglianti Municipali. Con il nuovo regolamento venne applicata una vera e propria militarizzazione del Corpo, applicando di conseguenza una gerarchia militare che cambiò completamente l'assetto e l'approccio operativo delle guardie. Nel medesimo periodo l'organico del Corpo venne aumentato a 60 unità, di cui però solo 50 erano realmente effettive. La divisa divenne d'uso obbligatorio, differentemente da quanto prevedeva il regolamento del precedente Corpo dei Sorveglianti.
Nel 1896 intervenne una modifica del regolamento sulle verifiche anagrafiche, imputando alle guardie municipali il controllo domiciliare sulle informazioni fornite dai residenti al comune per il calcolo dei tributi e delle imposte. L'operato delle guardie in tal senso fu sostanzialmente rivolto a verificare fattivamente la conformità delle informazioni dichiarate dal cittadino con le reali risultanze del suo patrimonio e della sua situazione civile, imbastendo così di fatto un antenato della funzione di polizia tributaria locale in capo al Corpo delle Guardie Municipali.
Nel corso degli anni tra il 1890 e il primo conflitto mondiale l'organico e l'equipaggiamento delle guardie municipali di Bologna fu più volte cambiato, includendo dapprima nella dotazione di ogni guardia un borsello contenente garze, lacci, cotone e medicinali utili per prestare i primi soccorsi nei pubblici e privati infortuni e poi, nel 1905, di guide stradali tascabili della città.

### Dalle Guardie Municipali ai Vigili Urbani
A dicembre del 1914 la giunta Zanardi, per avallare le richieste dell'Associazione delle Guardie, presentò al consiglio comunale una riforma del regolamento del Corpo. La modifica, oltre a prevedere il cambio di denominazione delle guardie municipali in vigili urbani, prevedeva anche che il comune costituisse una scuola di cultura generale presso la quale le guardie che non l'avessero ancora fatto avrebbero potuto conseguire la licenza elementare. La modifica previse anche che tale titolo di studio diventasse un requisito necessario per l'accesso al Corpo. Tale iniziativa permise nel 1917 a 13 vigili di conseguire la licenza elementare.
Nel corso della prima guerra mondiale furono richiamati 34 vigili sui 106 complessivi.
Sul finire del 1916 i vigili urbani di Bologna si impegnarono attivamente nell'applicazione della legge sanitaria per impedire il propagarsi dell'epidemia di vaiolo che minacciava la città in quel periodo.
Nel 1920, in ordine ai fatti della strage di Palazzo d'Accursio, alcuni vigili urbani furono accusati del concorso nell'omicidio di una guardia regia. Benché tutti i vigili venissero scagionati per assenza di prove, tale fatto valse lo scioglimento del Corpo dei Vigili Urbani, con la contestuale nomina a Comandante del capitano Antonio Fazio. Il nuovo organico del Corpo venne scelto con concorso pubblico dal Comandante delle Guardie Regie Carlo Araldi e ridotto a 115 unità.
Nel 1924, con l'avvento dell'automobile per le strade della città, la scuola di cultura subì una riforma finalizzata a formare i vigili urbani anche in materia di regolazione della circolazione stradale.
Nel 1932 venne applicata una riforma organica, aumentando il numero degli effettivi a 200 unità e ripristinando la figura del Vicecomandante, soppressa precedentemente per ridurre le spese di mantenimento del Corpo. Il Corpo dei Vigili Urbani in quell'anno risultava quindi composto da un Comandante, un Vicecomandante, un maresciallo, otto brigadieri, dodici vicebrigadieri, venti vigili scelti e centocinquantasette vigili.

### Il dopoguerra e la smilitarizzazione
Il 20 luglio 1951 la giunta del sindaco Giuseppe Dozza approvò un nuovo regolamento organico del personale che includeva i vigili urbani nel quadro degli impiegati comunali, smilitarizzando di fatto il Corpo dei Vigili Urbani. Il nuovo regolamento fu impugnato dall'organo prefettizio per alcune sue previsioni, come la diminuzione dell'orario settimanale a 39 ore contro le 42 precedenti, la diminuzione del periodo di prova e la presenza dei sindacati nella commissione interna del Corpo. L'organo prefettizio eccepì anche che il regolamento prevedesse una limitazione dell'obbligo del saluto militare nei soli confronti dei superiori e una limitazione del porto dell'arma d'ordinanza all'ambito territoriale del comune. La giunta comunale non volle tuttavia modificare ulteriormente il regolamento, riuscendo così a renderlo effettivo solo nel 1955.
Con il regolamento del 1955 l'organico venne fissato a 299 unità, e i vigili urbani vennero finalmente inquadrati come impiegati comunali, nella categoria contrattuale C, per cui l'accesso alla figura fu da quel momento subordinato al possesso della licenza di scuola media inferiore e non più alla licenza elementare. Venne modificata anche la modalità di accesso, prevedendo una selezione per concorso pubblico composto da una prova scritta e una prova orale, entrambe vertenti su nozioni di diritto costituzionale e degli enti locali, oltre che sulla storia della città e dei suoi monumenti.

### Dai Vigili Urbani alla Polizia Municipale e Locale
Con la promulgazione della legge quadro sull'ordinamento della polizia municipale n. 65 del 7 marzo 1986 e della legge regionale n. 3 del 22 gennaio 1988, la denominazione Corpo dei Vigili Urbani fu cambiato in Corpo di Polizia Municipale. Tale nome è rimasto sino al 2018, quando è stata nuovamente cambiata in Polizia Locale a seguito del novellato normativo della L.R. 13/2018.

## Competenze
Il Corpo di Polizia Locale di Bologna assume le funzioni tipiche attribuite ai servizi di polizia municipale dalla normativa nazionale e regionale, rispettivamente rappresentate in via principale dalla L. 65/1986 e dalla L.R. 24/2003.
Nella fattispecie ai sensi dell'art. 5 della L. 65/1986 gli appartenenti al Corpo, nel loro ambito territoriale di competenza e nell'arco del loro servizio, ricoprono le funzioni di:
- ufficiali o agenti di polizia giudiziaria (in base al loro inquadramento funzionale);
- agenti di pubblica sicurezza (con funzioni ausiliarie);
- agenti di polizia stradale (funzione già richiamata dagli articoli 11 e 12 del Codice della Strada).

## Gerarchia e gradi
Il Corpo di Polizia Locale di Bologna, come tutti i servizi e corpi di polizia locale dell'Emilia-Romagna, adotta i distintivi di grado e le modalità di progressione previste dalla normativa regionale per i comuni di cui alla Delibera della Giunta Regionale del 6 ottobre 2021, n. 1557, nella fattispecie dagli allegati A e C.
| Grado                              | Distintivo tubolare | Soggolo berretto | Criteri e modalità per l'attribuzione e la progressione del grado |
| ---------------------------------- | ------------------- | ---------------- | --- |
| Comandante                         |                     |                  | |
| Comandante (capoluogo di regione)  |                     |                  | Assegnazione dirigenziale tramite selezione diretta o concorsuale. |
| Dirigenti                          |                     |                  | |
| Dirigente (capoluogo di provincia) |                     |                  | Assegnazione dirigenziale tramite selezione diretta o concorsuale. |
| Commissari                         |                     |                  | |
| Commissario Maggiore               |                     |                  | 10 anni di esperienza nella figura professionale di addetto al coordinamento e controllo nella ex cat. D3 giuridica, 160 ore di aggiornamento di cui almeno 30 svolte negli ultimi 5 anni. |
| Commissario Superiore              |                     |                  | Grado assegnato a coloro i quali abbiano superato apposita selezione per l'ex cat. D3 giuridica acquisita da non oltre 10 anni. |
| Commissario Capo                   |                     |                  | 20 anni di esperienza nella figura professionale di addetto al coordinamento e controllo, 320 ore di aggiornamento di cui almeno 30 svolte negli ultimi 5 anni. |
| Commissario                        |                     |                  | 15 anni di esperienza nella figura professionale di addetto al coordinamento e controllo, 240 ore di aggiornamento di cui almeno 30 svolte negli ultimi 5 anni. |
| Ispettori                          |                     |                  | |
| Ispettore Superiore                |                     |                  | 10 anni di esperienza nella figura professionale di addetto al coordinamento e controllo, 160 ore di aggiornamento di cui almeno 30 svolte negli ultimi 5 anni. |
| Ispettore Capo                     |                     |                  | 5 anni di esperienza nella figura professionale di addetto al coordinamento e controllo, 80 ore di aggiornamento. |
| Ispettore                          |                     |                  | Grado d'ingresso nella categoria dei funzionari e delle elevate qualificazioni (ex cat. D). |
| Sovrintendenti                     |                     |                  | |
| Sovrintendente Maggiore            |                     |                  | Grado ad esaurimento assegnato indipendentemente dagli anni di esperienza in polizia locale a personale ex 6a qualifica in servizio nel 1999 che non ha ricevuto l'inquadramento di cui all'art. 29 lettera b) e c) del CCNL, mantenendo tuttavia la qualità di Ufficiale di Polizia Giudiziaria. |
| Sovrintendente                     |                     |                  | 25 anni di esperienza in polizia locale, 150 ore di aggiornamento di cui almeno 20 svolte negli ultimi 5 anni. |
| Assistenti e Agenti                |                     |                  | |
| Assistente Capo                    |                     |                  | 20 anni di esperienza in polizia locale, 120 ore di aggiornamento di cui almeno 20 svolte negli ultimi 5 anni. |
| Assistente Scelto                  |                     |                  | 15 anni di esperienza in polizia locale, 90 ore di aggiornamento di cui almeno 20 svolte negli ultimi 5 anni. |
| Assistente                         |                     |                  | 10 anni di esperienza in polizia locale, 60 ore di aggiornamento di cui almeno 20 svolte negli ultimi 5 anni. |
| Agente Scelto                      |                     |                  | 5 anni di esperienza in polizia locale, 30 ore di aggiornamento. |
| Agente                             |                     |                  | Grado d'ingresso nella categoria degli istruttori (ex cat. C). |